# ホラアナゴ科
ホラアナゴ科（学名：Synaphobranchidae）は、ウナギ目に所属する魚類の分類群の一つ。ホラアナゴ・コンゴウアナゴなど、底生性の深海魚を中心に3亜科10属32種が含まれる。科名の由来は、ギリシア語の「synaphe（つながった）」と「brangchia（鰓）」から。

## 分布・生態
ホラアナゴ科の魚類はすべて海水魚で、太平洋・インド洋・大西洋など全世界の深海に広く分布する。海底付近で生活する底生魚の一群であり、多くの種類は水深1,000~3,500mの漸深層を主たる生息範囲としている。底生性深海魚のグループとしてはソコダラ科（タラ目）・アシロ科（アシロ目）・トカゲギス科（ソトイワシ目）などと並ぶ重要な存在である。一般に肉食性で、他の魚類や甲殻類を捕食するほか、コンゴウアナゴのように他の生物の遺骸を専食するものもいる。
ホラアナゴ類の生態および生活史はあまりよくわかっていない。カライワシ上目のグループに共通する特徴として、本科魚類もまたレプトケファルスと呼ばれる独特の仔魚期を経て成長する。本科のレプトケファルスの眼は斜めに細長く伸び、水晶体が極度に前方に寄った管状眼となっている。

## 形態
ホラアナゴ類は他のウナギ目の仲間と同様に細長い体をもち、全長20~180cm程度に成長する中・大型の魚類である。頭部は種類によっては上下に平たく縦扁するが、体部は側扁し左右に平たくなっている。
3亜科に共通する主な形態学的特徴は以下の通り。鰓の開口部は胸鰭よりも低い位置にあり、一部の種類は胸鰭を欠く。第三下鰓骨は前方を向き、第三角鰓骨と鋭角を成す。椎骨は110-205個。

## 分類
ホラアナゴ科は3亜科に細分され、Nelson（2016）の体系において10属32種が認められている。本稿では、FishBaseに記載される12属50種についてリストする。

### ホラアナゴ亜科

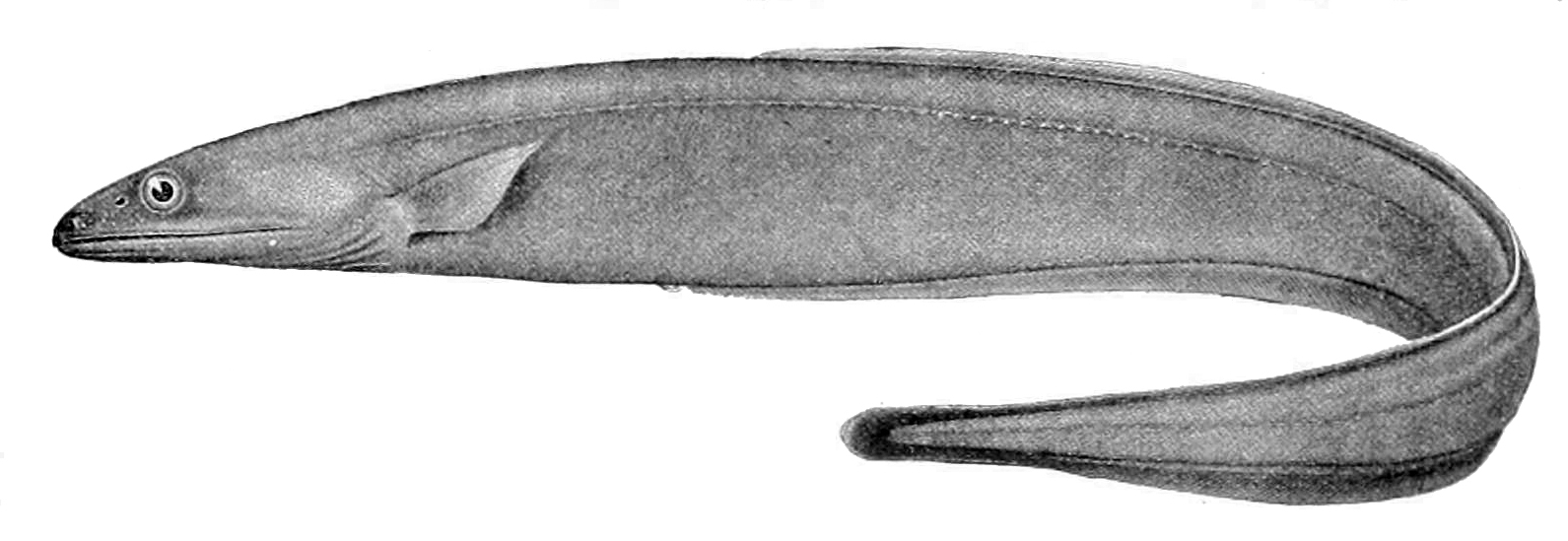
ホラアナゴ Synaphobranchus affinis（ホラアナゴ亜科）。ホラアナゴ属の魚類は一般に鱗をもち、本種のように不規則に並ぶものと、互いに直交する種類とがある。

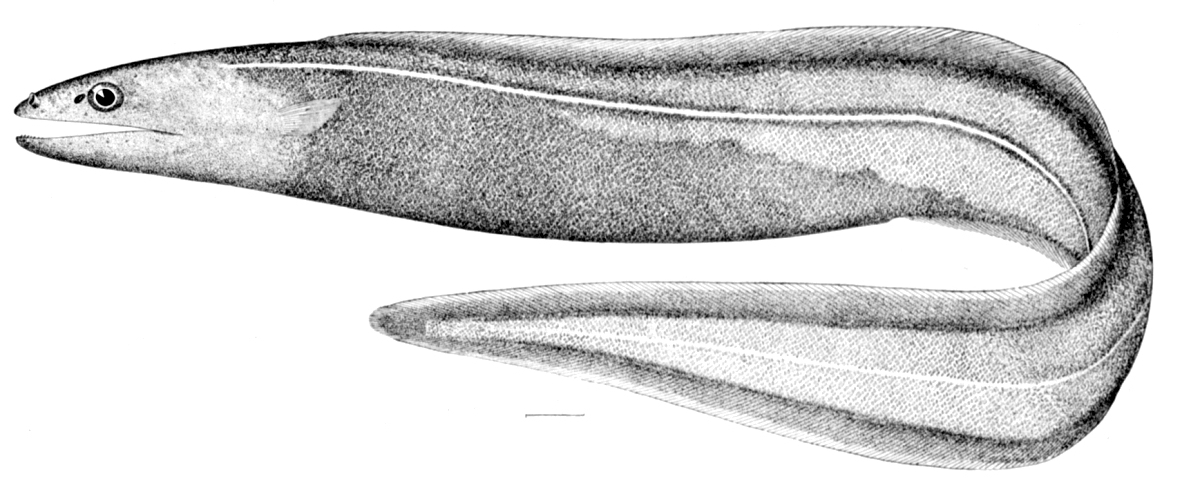
ソコアナゴ Histiobranchus bathybius（ホラアナゴ亜科）。水深5,400mからの採取記録が残る、本科魚類中の最深種。ホラアナゴ属に含められることもある。

ホラアナゴ亜科 Synaphobranchinae にはNelson（2016）の体系において4属11種、FishBaseには4属12種が記載される。
両側の鰓の開口部が腹部でつながっていることが大きな特徴で、本科の英名である「cutthroat eel（喉裂きウナギ）」の由来となっている。
下顎は上顎よりも長く、アンコクホラアナゴ属以外は鱗をもつ。頭部は縦扁し、吻（口先）はややとがる。歯は小さく針状。腹部の体色は暗く、背側は白色調となっている。
- ホラアナゴ属 Synaphobranchus
  - ホラアナゴ Synaphobranchus affinis
  - モトソデアナゴ Synaphobranchus brevidorsalis
  - Synaphobranchus calvus
  - Synaphobranchus dolichorhynchus
  - イラコアナゴ Synaphobranchus kaupii
  - Synaphobranchus oregoni
- Diastobranchus 属
  - Diastobranchus capensis
- アンコクホラアナゴ属 Haptenchelys
  - アンコクホラアナゴ Haptenchelys parviocularis
  - Haptenchelys texis
- ソコアナゴ属 Histiobranchus
  - Histiobranchus australis
  - ソコアナゴ Histiobranchus bathybius
  - Histiobranchus bruuni

### リュウキュウホラアナゴ亜科
リュウキュウホラアナゴ亜科 Ilyophinae はNelson（2016）の体系において7属26種が認められ、FishBaseでは7属37種が記載されている。アサバホラアナゴ属など一部は、かつては独立の科として分類されていた。
下顎は上顎よりも短く、リュウキュウホラアナゴ属の一部を除いて鱗をもたない。頭部は上下に平たく縦扁し、やや丸みを帯びる。鋤骨の歯は比較的長く、大きい。アサバホラアナゴ属の一部および Thermobiotes 属は胸鰭を欠く。
- アサバホラアナゴ属 Dysomma
  - Dysomma alticorpus

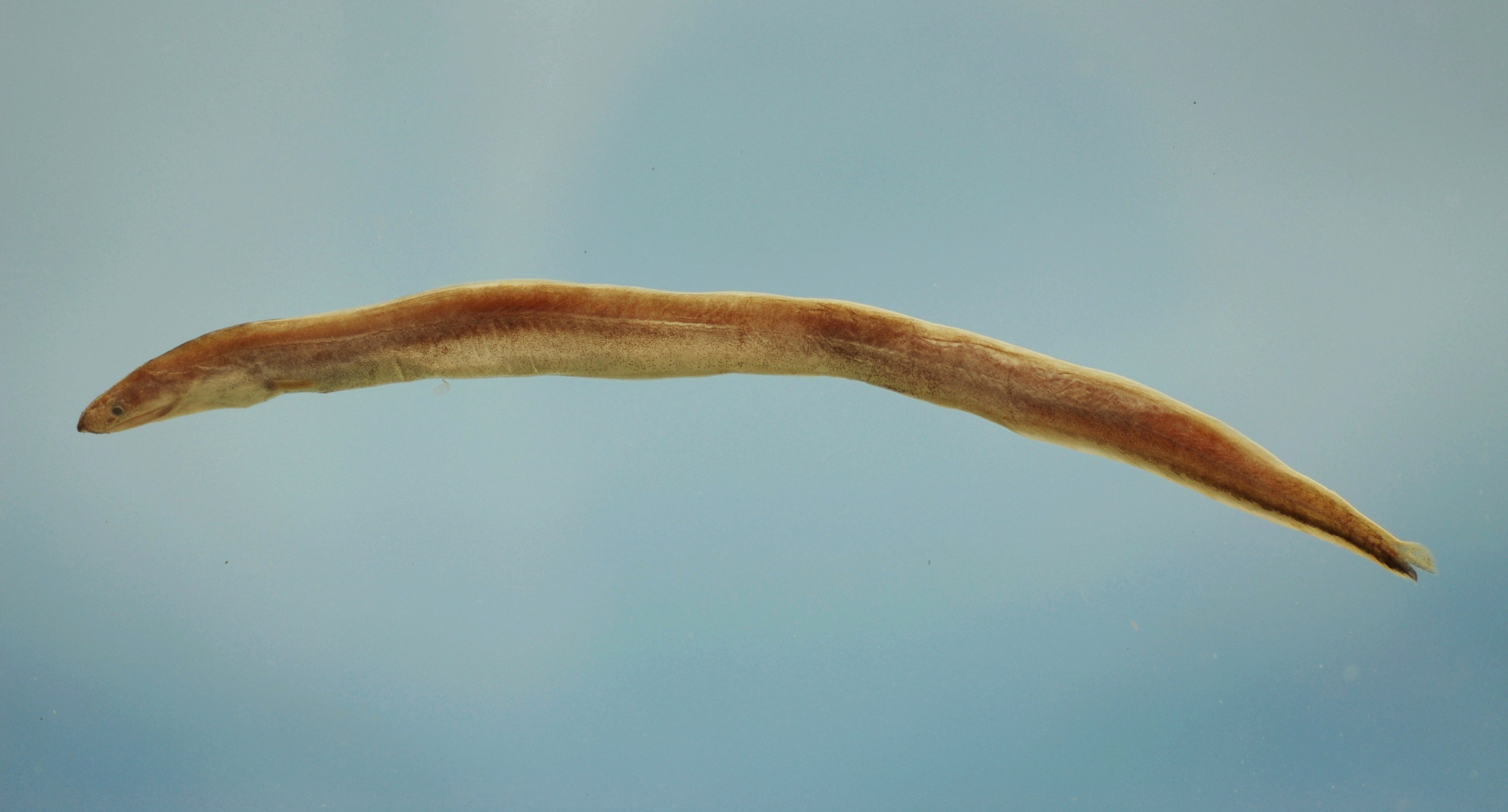
アサバホラアナゴ Dysomma anguillare （リュウキュウホラアナゴ亜科）。分布水深は30~270mで、本科魚類としては比較的浅所に生息する。かつては「メクラアナゴ」と呼ばれたが、差別的用語を含むとして、日本魚類学会によって標準和名が変更された

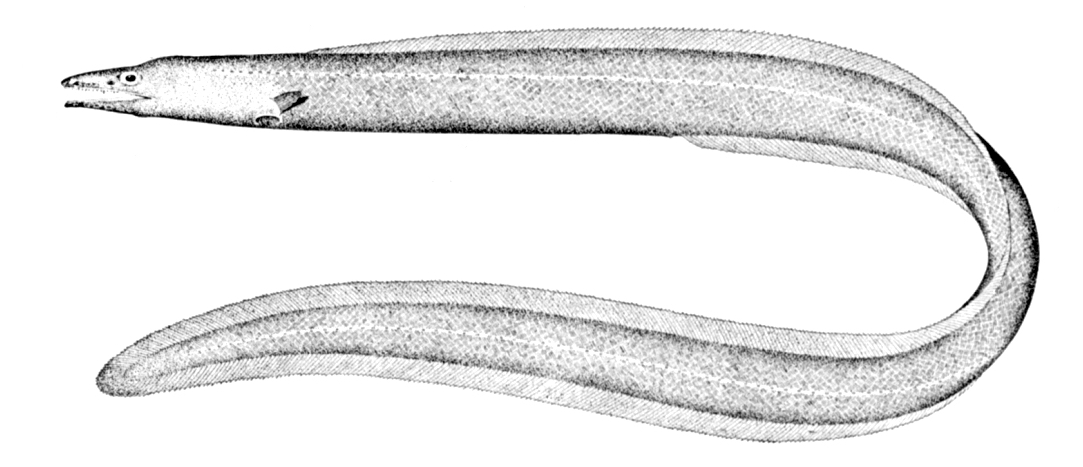
リュウキュウホラアナゴ Ilyophis brunneus （リュウキュウホラアナゴ亜科）。本亜科の中では例外的に鱗をもち、その配列は規則的

  - アサバホラアナゴ Dysomma anguillare
  - Dysomma brachygnathos
  - Dysomma brevirostre
  - Dysomma bucephalus
  - Dysomma dolichosomatum
  - Dysomma formosa
  - Dysomma fuscoventralis
  - Dysomma goslinei
  - Dysomma intermedium
  - Dysomma longirostrum
  - Dysomma melanurum
  - Dysomma muciparus
  - Dysomma opisthoproctus
  - Dysomma polycatodon
  - Dysomma robinsorum
  - Dysomma taiwanense
  - Dysomma tridens
- スルガアナゴ属 Dysommina
  - Dysommina brevis
  - スルガアナゴ Dysommina orientalis[7]
  - Dysommina proboscideus
  - Dysommina rugosa
- ヒレジロアナゴ属 Meadia
  - ヒレジロアナゴ Meadia abyssalis
  - Meadia minor
  - Meadia roseni
- リュウキュウホラアナゴ属 Ilyophis
  - Ilyophis arx
  - Ilyophis blachei
  - リュウキュウホラアナゴ Ilyophis brunneus
  - Ilyophis maclainei
  - Ilyophis nigeli
  - Ilyophis robinsae
  - Ilyophis saldanhai
  - Ilyophis singularis
- Atractodenchelys 属
  - Atractodenchelys brevitrunca
  - Atractodenchelys phrix
  - Atractodenchelys robinsorum
- Linkenchelys 属
  - Linkenchelys multipora
- Thermobiotes 属
  - Thermobiotes mytilogeiton

### コンゴウアナゴ亜科

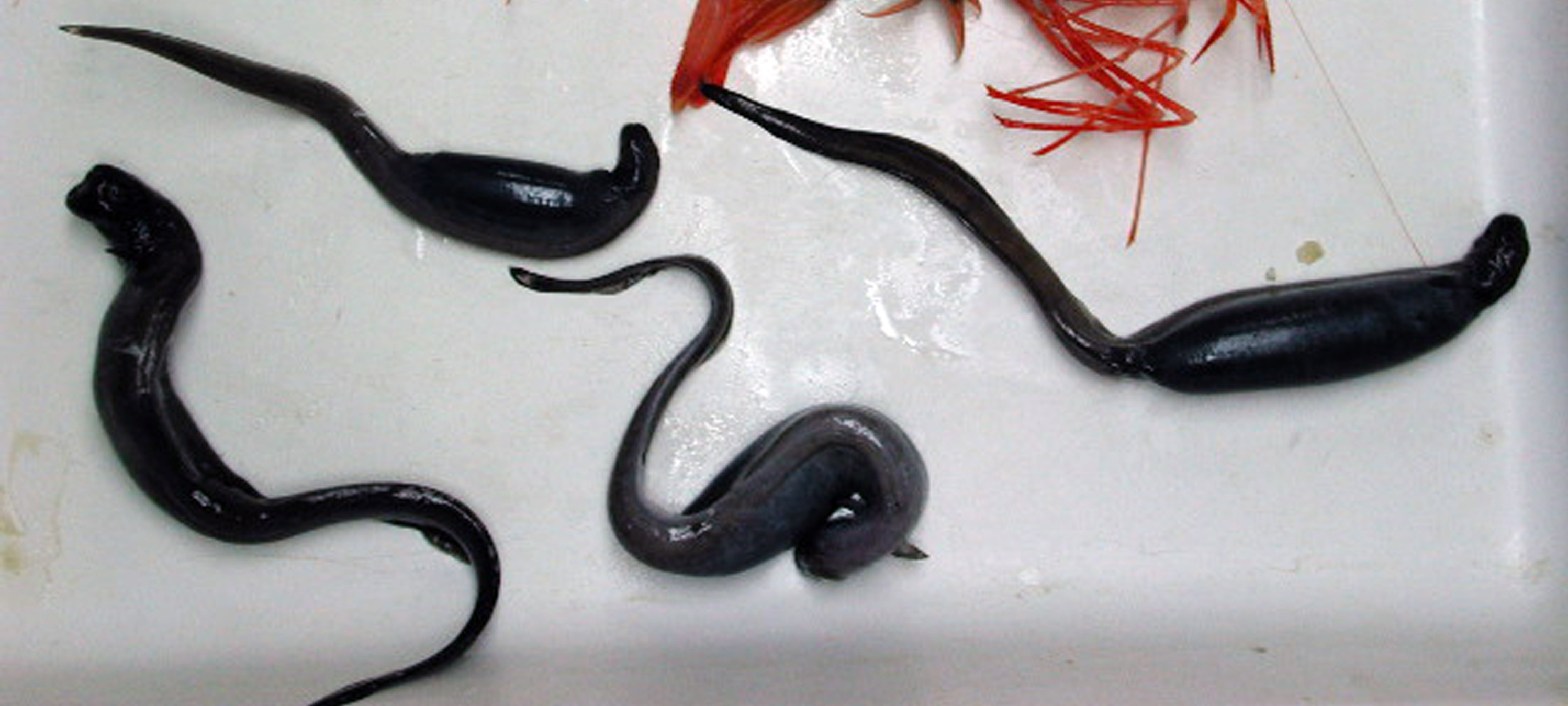
コンゴウアナゴ Simenchelys parasitica （コンゴウアナゴ亜科）。吻は尖らず丸い。特異な食性をもち、深海の掃除屋として重要な役割を果たす

コンゴウアナゴ亜科 Simenchelyinae は1属1種で、コンゴウアナゴ S. parasitica のみを含む。本種は世界中に分布するが、その範囲はとびとびで、実際には複数種を混同している可能性が指摘されている。
沈降した生物の遺骸を主な餌とする腐肉食性の深海魚で、ヌタウナギの仲間と並び、深海の生態系で重要な位置を占めている。鱗は皮膚に埋もれ、体表面は粘液質でぶよぶよしている。頭部は全体的に丸みを帯びる。
- コンゴウアナゴ属 Simenchelys
  - コンゴウアナゴ Simenchelys parasitica